# Valeparaibano
Valeparaibano foi um jornal e depois uma revista brasileira, de circulação semanal, distribuída em São José dos Campos.

## História

### Fundação
Foi criada inicialmente no formato jornal em janeiro de 1952, na cidade de Caçapava, pelo Professor e policial militar aposentado alagoano, Francisco Pereira da Silva, conhecido como Chico Triste, e pelo gráfico Rubens Lencioni. A primeira edição foi publicada em 6 de janeiro e no início as publicações eram semanais, sempre aos domingos.[carece de fontes?] Em 1954 foi transferido para a cidade de Taubaté até que em 1955 foi vendido para Edward Simões e transferido para São José dos Campos onde funcionou até então. Durante 1955 a 1965 ficou sobre propriedade da Rádio Clube de São Jose dos Campos, do Grupo Bandeirantes, até que em 1975 foi comprado pelas famílias Salerno e Lovato.

### Desacordo judicial
Em 2009, por desacordo entre os sócios, que brigam na justiça pela propriedade do jornal, o sócio Raul Benedito Lovato foi excluido da sociedade, que passou a ser gerida por Ferdinando Salermo e seu filho Fernando Mauro Marques Salerno. Em 2010 a publicação, no formato jornal foi descontinuada, passando a ser uma revista mensal, que continuou usando a marca "Valeparaibano", dirigida de Ferdinando Salermo e um novo jornal foi fundado em 2010 com o nome de "O Vale" dirigido por Fernando Salerno.